# DNA (album Little Mix)
DNA è l'album di debutto della girlband inglese Little Mix, pubblicato il 19 novembre 2012 nel Regno Unito dall'etichetta Syco. Il gruppo ha iniziato a lavorare e a registrare l'album nel dicembre 2011 concludendolo nel settembre successivo. Durante il processo di registrazione, le Little Mix hanno lavorato con diversi produttori, fra cui TMS, Future Cat, Steve Mac, Jarrad Rogers, Richard "Biff" Stannard, Ash Howes, Jon Levine, Xenomania, Fred Ball e Pegasus. L'album è stato co-scritto dalle Little Mix ed hanno dichiarato di essere state coinvolte nello sviluppo dell'album il più possibile. Dal punto di vista sonoro, l'album è una miscela di musica pop e R&B, con influenze dance pop, pop rock e hip hop. Il contenuto lirico dell'album verte prevalentemente su temi relazionali ed empowerment. Le canzoni dell'album sono state anche co-scritte da membri di altre girlband, tra cui Nicola Roberts delle Girls Aloud, Shaznay Lewis delle All Saints e T-Boz delle TLC.

## Promozione
Il 30 maggio 2012, le Little Mix hanno annunciato attraverso una diretta streaming su Twitcam il titolo del loro singolo di debutto, Wings. Il gruppo si è esibito con il brano per la prima volta al festival musicale T4 on the Beach il 1º luglio 2012. Hanno iniziato la loro prima campagna promozionale all'estero per l'album il 28 ottobre 2012 a Sydney. Il gruppo si è esibito con Wings al The X Factor (Australia). Il tour promozionale australiano è durato una settimana e le destinazioni includevano Sydney e Melbourne. La girlband si è esibita con la canzone anche in altri programmi e festival, tra cui Daybreak e BBC Radio 1's Teen Awards 2012.

### Singoli
Il primo singolo estratto, Wings, è stato pubblicato il 26 agosto 2012, ed ha raggiunto la posizione numero uno delle classifiche sia in Regno Unito che in Irlanda, avendo tuttavia successo anche in Australia, Nuova Zelanda, Slovacchia, Repubblica Ceca e Ungheria. Nella sua prima settimana ha venduto 107 000 copie. Il secondo singolo, DNA, è stato pubblicato l'11 novembre 2012, piazzandosi terzo nelle classifiche britanniche. Change Your Life è stato pubblicato come terzo singolo il 3 febbraio 2013. How Ya Doin'?, in collaborazione con la rapper Missy Elliott, è stato pubblicato come quarto e ultimo singolo dell'album il 15 aprile 2013.

## Tracce
1. Wings – 3:39 (Little Mix, Tom Barnes, Ben Kohn, Iain James, Heidi Rojas, Erika Nuri, Michelle Lewis, Mischke Butler, Peter Kelleher, Kyle Coleman, Christopher Dotson)
2. DNA – 3:56 (Little Mix, Thomas Barnes, Peter Kelleher, Ben Kohn, Iain James)
3. Change Your Life – 3:21 (Little Mix, Richard "Biff" Stannard, Tim Powell, Ash Howes)
4. Always Be Together – 4:26 (Ester Dean, Dapo Torimiro)
5. Stereo Soldier – 3:22 (Iain James, Thomas Barners, Peter Kelleher, Ben Kohn)
6. Pretend It’s OK – 3:44 (Little Mix, Brian Higgins, Luke Fitton, Miranda Cooper)
7. Turn Your Face – 3:41 (Steve Mac, Priscilla Renea)
8. We Are Who We Are – 3:03 (Steve Mac, Wayne Hector, Ina Wroldsen)
9. How Ya Doin'? – 3:31 (Little Mix, Darren Lewis, Iyiola Babalola, Shaznay Lewis, James Stanley Carter, Glenn Francis Skinner, Ben Volpeliere-Pierrot, Nicholas Bernard Thorp, Julian Godfrey Brookhouse, Miguel Drummond)
10. Red Planet (feat. T-Boz) – 3:46 (Jon Levine, Autumm Rowe, Tionne "T-Boz" Watkins)
11. Going Nowhere – 3:45 (Little Mix, Fred ball, Iain James, Nicola Roberts)
12. Madhouse – 3:49 (Little Mix, Iain James, Rufio Sandilands, Rocky Morris)

Traccia bonus nell'edizione digitale internazionale
1. We Are Young (Acoustic) – 5:12 – cover dei Fun.

### CD
Tracce bonus
1. Love Drunk – 3:35 (Paul Meehan, Tim Woodcock, Alessandro Benassi, Leigh-Anne Pinnock)
2. Make You Believe – 3:41 (TMS, Philippe-Marc Anquetill, James)
3. Case Closed – 3:12 (Little Mix, Robbie Lamond, Cathy Dennis, Future Cut)
4. DNA (Unplugged) – 4:15 (testo: Little Mix, TMS, James)

Traccia bonus dell'edizione deluxe su iTunes
1. How Ya Doin'? (feat. Missy Elliott) – 3:33

### DVD
1. Wings (Music video) – 3:39
2. Wings (Acoustic video) – 3:50
3. We Are Young (Acoustic video) – 5:13
4. Creating Our DNA – 15:42

Durata totale: 28:24
Video bonus nell'edizione di iTunes
1. Mastermind (Documentary video) – 4:51

### DNA (Expanded Edition)[17]
Tracce bonus
1. How Ya Doin'? (feat. Missy Elliott) – 3:33
2. Love Drunk – 3:35 (Paul Meehan, Tim Woodcock, Alessandro Benassi, Leigh-Anne Pinnock)
3. Make You Believe – 3:41 (TMS, Philippe-Marc Anquetill, James)
4. Case Closed – 3:12 (Little Mix, Robbie Lamond, Cathy Dennis, Future Cut)
5. DNA (Unplugged) – 4:15 (testo: Little Mix, TMS, James)
6. Wings (Acoustic) (Live) – 3:41
7. We Are Young (Acoustic Cover) – 5:14
8. Wings (The Alias Club Mix) – 5:05
9. Change Your Life (Bimbo Jones Radio Edit) – 2:51
10. Cannonball – 3:25
11. How Ya Doin'? – 3:12

## Successo commerciale
L'album ha raggiunto la 3ª posizione nel Regno Unito e la 4ª negli Stati Uniti, il più alto debutto di una girlband inglese nella Billboard 200, rompendo il record precedentemente detenuto dall'album di debutto delle Spice Girls Spice.

## Classifiche

### Classifiche settimanali
| Classifica (2012-13) | Posizione massima |
| -------------------- | ----------------- |
| Australia            | 10                |
| Belgio (Fiandre)     | 48                |
| Belgio (Vallonia)    | 87                |
| Canada               | 4                 |
| Danimarca            | 13                |
| Finlandia            | 50                |
| Francia              | 27                |
| Giappone             | 20                |
| Irlanda              | 3                 |
| Italia               | 5                 |
| Norvegia             | 5                 |
| Nuova Zelanda        | 14                |
| Paesi Bassi          | 49                |
| Portogallo           | 30                |
| Regno Unito          | 3                 |
| Spagna               | 17                |
| Stati Uniti          | 4                 |
| Svezia               | 8                 |
| Svizzera             | 86                |

### Classifiche di fine anno
| Classifica (2012) | Posizione |
| ----------------- | --------- |
| Regno Unito       | 39        |
| Classifica (2013) | Posizione |
| Regno Unito       | 93        |